# Sa Perola
Sa Perola es el antiguo alpendre donde se teñian las redes del Gremio de Pescadores de Sant Pere. Situado en la calle de las Voltes de Calella, fue construido probablemente en el siglo XVIII.
La documentación fue conservada por el mismo productor hasta su ingreso en el Archivo Municipal de Palafrugell.
Actualmente, en el lugar se ubica la oficina de turismo y un centro de interpretación del gremio de la pesca en Calella y del patrimonio marítimo del municipio. Sa Perola se convierte así en un testigo del pasado de Calella de Palafrugell, con un gran valor etnológico, social y cultural, el interés del cual va más allá del término municipal de Palafrugell debido a la destrucción de la mayoría de los teñidores de la costa catalana.

## Historia
El edificio de Sa Perola probablemente fue construido a finales del siglo XVIII por el Gremio de Pescadores de Palafrugell. Las instalaciones del edificio eran utilizadas para teñir las redes de algodón y para asegurar su conservación y como espacio de reunión de los pescadores. El pescador Joan Bofill y Codina (Calella de Palafrugell, 1816 – 1884) compró la casa de Calella, conocida como Sa Perola, en 1865, cuando se extinguió el antiguo gremio de marineros. El 1868 la vendió a una representación de los pescadores de Calella para que fuera utilizada comunitariamente.
El uso de Sa Perola fue disminuyendo hasta los años 60 del siglo XX, puesto que se había ido imponiendo el uso de las redes de nilón, las cuales no se tenían que teñir. El 1986 el Gremio de Pescadores cedió el edificio de Sa Perola al Ayuntamiento de Palafrugell para uso público, y la planta baja pasó a convertirse en la oficina de turismo de Calella de Palafrugell. En el año 2010 se inauguró en la planta piso del edificio, el centro de interpretación de Sa Perola y del patrimonio marítimo y pesquero de Palafrugell.
Sa Perola es un testigo del pasado de Calella con un gran valor etnológico, social y cultural, pero su interés, debido a la destrucción de la mayoría de teñidores de la costa catalana, va más allá del municipio de Palafrugell. La planta baja nos permite conocer el proceso de teñido de redes, el cual permitía alargar su conservación, y también observar en una película de Arcadi Gili la utilización de las redes en Calella, desde el tendido y la recogida en la playa, hasta su utilización durante la pesca, calando y recogiendo.
En la planta piso encontramos una introducción a la solidaridad marinera y a los gremios de Calella, con sus funciones religiosas, sociales y profesionales. Además, la historia de Calella se ha resumido en el audiovisual de ocho minutos de duración, elaborado a partir de imágenes actuales y antiguas.
Complementa el centro de interpretación la situación de las infraestructuras y de los elementos que se conservan en el municipio relacionados con las actividades marítimas y pesqueras: casas de pescadores, barracas, torres de vigilancia, playas donde se extendían las redes para secarlas, peroles, etc. El proyecto ha sido coordinado y documentado por el Archivo Municipal de Palafrugell, el Instituto de Promoción Económica de Palafrugell (IPEP) y el Museo de la Pesca.